# Rijekas ärkestift
Rijekas ärkestift (kroatiska: Riječka nadbiskupija, latin: Archidioecesis Fluminensis) är ett romersk-katolskt ärkestift med säte i Rijeka i Kroatien. Ärkestiftet leds av ärkebiskopen Ivan Devčić och dess geografiska område i nordvästra Kroatien omfattar en yta på 2 580 km2. I ärkestiftet bor 266 818 invånare (2004) varav över hälften (144 043 invånare) bor i Rijeka. Av ärkestiftets invånare bekänner sig en majoritet (213 854 invånare) till den katolska tron.

## Historia
- Den 30 april 1920 grundades Rijekas apostoliska administration.[1]
- Den 25 april 1925 grundades Rijeka-Opatijas stift.
- Den 27 juli 1969 skapades Rijeka-Senjs ärkestift.
- Den 25 maj 2000 fick ärkestiftet namnet Rijekas ärkestift.